# Corporatocrazia

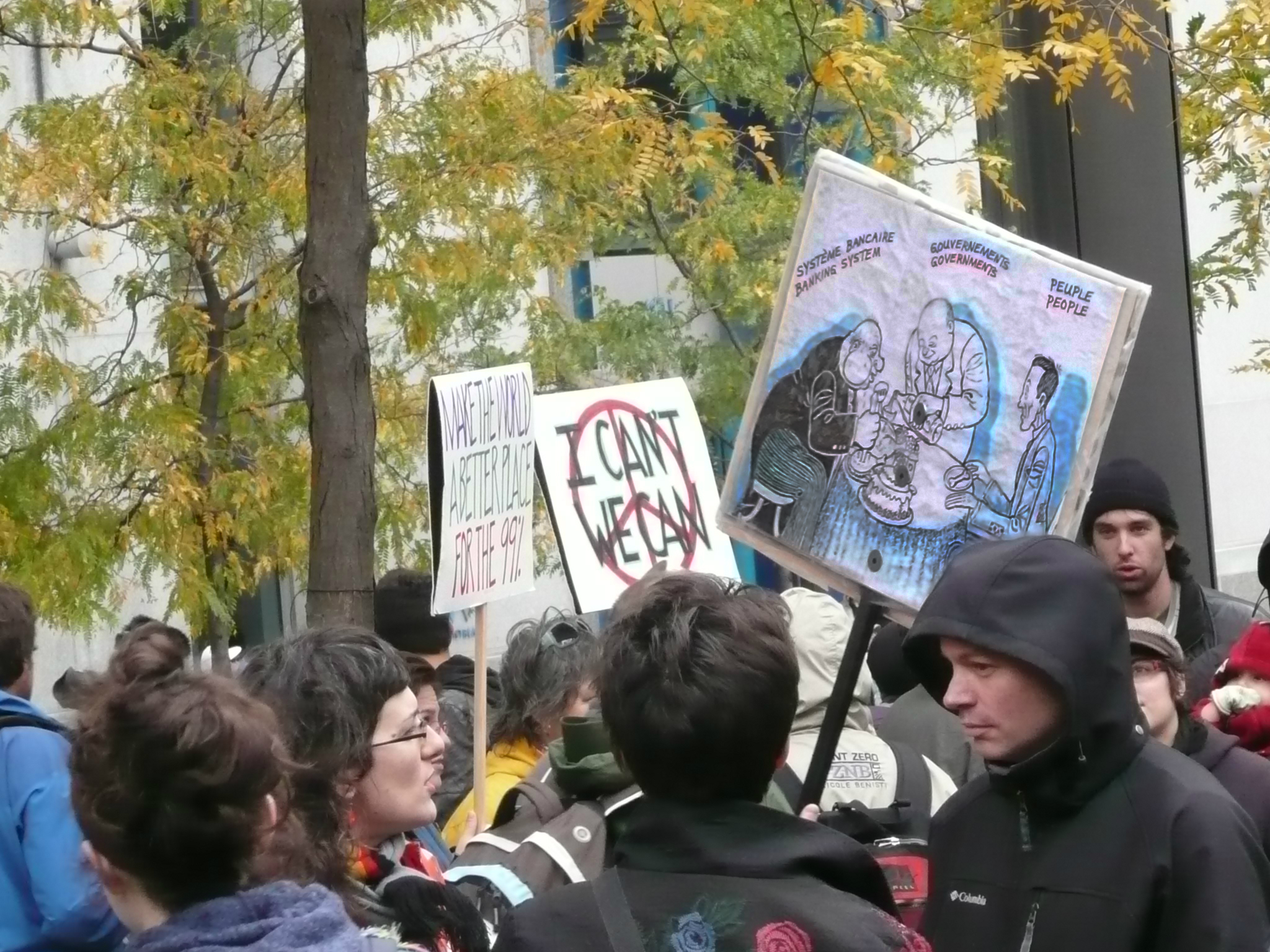
Manifestazione globale a Montreal, 2011

La corporatocrazia è un sistema economico e politico in cui grandi corporazioni e interessi commerciali detengono una forte influenza o controllo del potere decisionale. In questo sistema, le decisioni politiche ed economiche tendono a essere guidate principalmente dalla ricerca del profitto aziendale, spesso a discapito del benessere sociale e dei diritti e delle necessità dei cittadini. La corporatocrazia può manifestarsi in diverse forme, variando in base al grado di coinvolgimento delle corporazioni nella sfera politica e sociale. Alcuni esempi includono:
- Il capitalismo clientelare, in cui le corporazioni ottengono favori e privilegi dallo stato in cambio di finanziamenti o appoggi politici[1][2];

- Il capitalismo di connivenza, in cui le corporazioni si accordano tra loro per formare oligopoli o cartelli, limitando la concorrenza e influenzando le regole del mercato[3];

- Il capitalismo autoritario, in cui le corporazioni si alleano con regimi politici repressivi o antidemocratici, beneficiando di protezione e impunità[4];

- il capitalismo neoliberista, in cui le corporazioni promuovono la deregolazione, la privatizzazione e la liberalizzazione dei mercati, riducendo il ruolo dello stato sociale e dei diritti dei lavoratori.[5]

La corporatocrazia è spesso considerata una minaccia per la democrazia, la giustizia sociale e l'ambiente, in quanto favorisce gli interessi di una minoranza privilegiata a discapito della maggioranza della popolazione e delle risorse naturali. Alcuni movimenti sociali e politici si oppongono alla corporatocrazia e propongono alternative basate sulla partecipazione, sulla cooperazione e sulla sostenibilità.

## Definizione
L'economista Jeffrey Sachs nella sua opera The Price of Civilization ha descritto gli Stati Uniti come una corporatocrazia. In questa opera sostiene che la corporatocrazia si fondi su alcune tendenze: partiti nazionali deboli, rappresentanza politica forte nei singoli distretti locali, la preminenza della classe militare degli Stati Uniti dopo la seconda guerra mondiale, un grande numero di corporazioni che usano denaro per finanziare le campagne elettorali, e la globalizzazione che sposta il bilanciamento dei poteri lontano dalla classe lavoratrice.

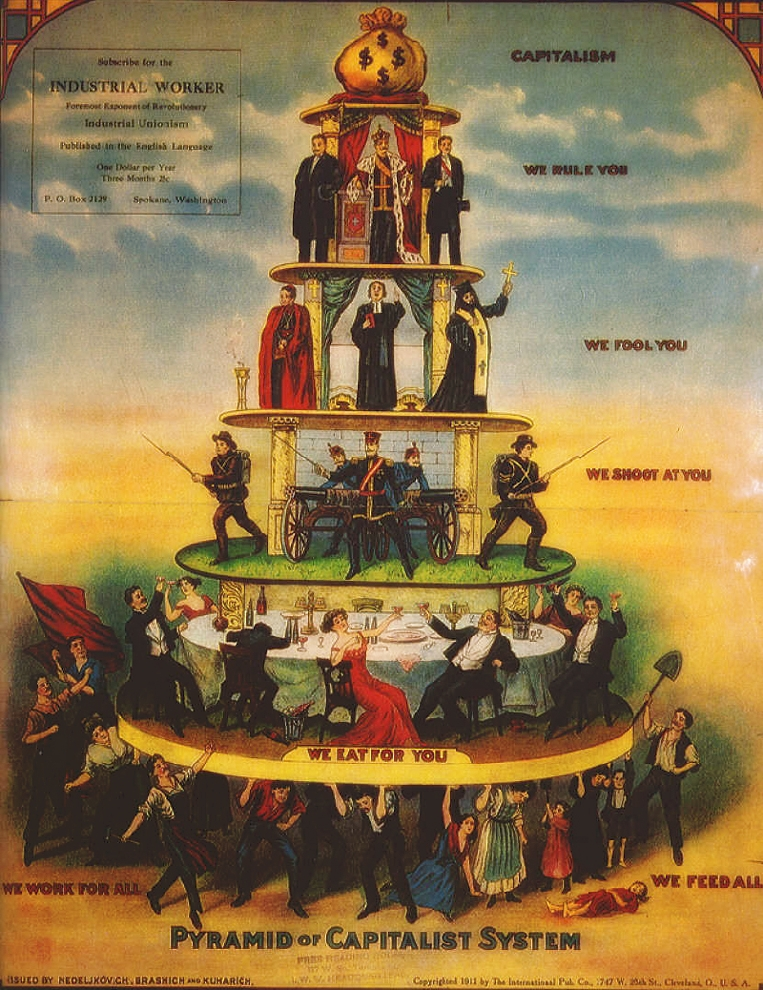
Vignetta raffigurante il sistema capitalistico concepito come società verticistica, doveall'apicevi è l'élite capitalistica

In una certa prospettiva, Corporatocrazia e governo dell'élite coincidono. Lo sostiene Charles Wright Mills: nelle corporatocrazie vi sono individui benestanti che rivestono una posizione di rilievo e controllano i processi di determinazione delle politiche pubbliche.
Il termine corporatocrazia assume un'accezione negativa in particolare nella prospettiva dei critici della globalizzazione, che sostengono tale processo come una dinamica di concentrazione del potere decisionale nelle mani di pochi.
Nel 2010 Edmund Phelps ha pubblicato un'analisi sostenendo che la causa delle disuguaglianze nei redditi non sia il libero mercato o il capitalismo ma, al contrario, il risultato dell'emergenza della corporatizzazione. In questa prospettiva, l'espansione del ruolo delle corporation è in antitesi con i principi del libero mercato. Infatti, il controllo del potere decisionale e di influenza da parte di pochi è assimilabile a una visione quasi monopolistica dell'economia. La corporatocrazia viene, dunque, intesa come una forma di monopolio. Ne consegue che la naturale crescita di un libero mercato, se determinata dal potere di influenza di alcune –poche– corporazioni, viene frenata e determinata arbitrariamente, entrando in contraddizione, appunto, con il principio di libero mercato. Si stima che le 200 più grandi corporation abbiano più influenza dell'80% dell'umanità e più potere delle economie di 182 Paesi messi insieme.
Phelps, nel suo libro Mass Flourishing, definisce il processo di corporatizzazione con le seguenti coordinate: condivisione di potere tra governo e grandi corporazioni; un'espansione dell'attività di lobbying e di supporto alle campagne politiche in cambio di un appoggio da parte del governo, aumento nella crescita dell'influenza nei settori finanziari e bancari, un consolidamento del campo delle corporazioni per mezzo di fusioni e acquisizioni, assieme a un potenziale aumento di corruzione e malafede nel rapporto tra governo e corporazioni e una mancanza di sviluppo di imprenditoria e piccole imprese, portare invece a uno stato di afasia.